# Njaja
Njaja (sanskryt: न्याय, trl. nyāya „wzorzec, procedura, wywód, metoda, reguła, maksyma” – wtórnie „logika, epistemologia, metodologia”) – klasyczny system filozofii indyjskiej (zaliczany do grup astika i sat darśana). Jej przedstawiciele najjajikowie (trl. naiyāyika) dążyli do wyzwolenia, podobnie jak zwolennicy Upaniszad. Znana była jako śiwaicka doktryna paśupatów (pāśupataśāstra). Cechuje ją silne powinowactwo do systemu waiśesziki. Specjalizuje się w metodologii, teorii poznania i soteriologii. Jest szkołą zdecydowanie teistyczną, pluralistyczną, realistyczną.

## Historia
Njaja była kontynuacją szkoły filozofii indyjskiej anwiksziki. Za jej początek uznaje się 200 r. n.e. Jest to data kompilacji podstawowego dzieła njai, który pozostaje Njajasutra Akszapady Gautamy. Prowadziła zażarte spory z przedstawicielami filozofii buddyjskiej. Jako pierwsza w Indiach sformułowała racjonalne dowody na istnienie Boga. Dzieli się na klasyczną starą szkołę njai i nową szkołę (rozwijaną intensywnie po XIV w.).

## Doktryna
Jako nurt filozofii braminskiej uznawała prawo odpowiedzialności moralnej karmana, reinkarnację w samsarze, zasadę moralną dharma, wyzwolenie jako cel ostateczny. Badała i objaśniała: miarodajność poznania, kryteria prawdziwościowe, teorię prawdy, rolę języka w poznaniu, 16 kategorii poznawczych. Za podmiot poznawczy uznawano atmana, który własnym wysiłkiem osiąga wyzwolenie i którym obdarzone są wszystkie istoty żywe. Świadomość określa jako buddhi, umysł jako manas. Jeśli stara szkoła wspominała boga, nazywała go imieniem iśwara, przypisując mu posiadanie prawości dharma, wszechwiedzy sarwadźńa i stanu samadhi, oraz zdolności 8 wielkich siddhi i ograniczającego karmana. Czas istnienia świata określa na jeden dzień Brahmy. Ideały etyki doczesnej realizowano poprzez wypełnianie obowiązków religijnych (np. jadźńa, dewata pudźa) i nakazów społecznych (np. gościnność).

## Wyzwolenie
Stan wyzwolenia określano terminem apawarga, „uwolnienie” (od cierpienia i od jego przyczyn), którego osiągnięcie mogło nastąpić dopiero w momencie śmierci. Utożsamiano je z najwyższym dobrem (nihśrejasa).
Szkoła njai nie uznaje możliwości wyzwolenia za życia od cierpienia i udręk kleśa (jakie osiągać mieliby dźiwanmuktinowie). Nie odwoływali się do pojęcia brahmana, przyjmowali natomiast związek pomiędzy wyzwoleniem a czcią (bhakti) oddawaną Bogu (Iśwara) – za formę bhakti uważali m.in. racjonalne rozważanie istoty Boga i dowodzenie jego istnienia w debatach z przedstawicielami szkół ateistycznych (buddyzm, mimansa, sankhja, ćarwaka, dźinizm).

## Przedstawicielestarej szkoły
- Akszapada Gautama (Mający oczy w stopach) – twórca systemu, pochodził z Biharu
- Pakszilaswamin Watsjajana – związany z śiwaizmem
- Bhawiwikta
- Uddjotakara Bharadwadźa – aćarja paśupatów
- Awiddhakarna
- Śankaraswamin – uznawał boskie inkarnacje awatara
- Wiśwarupa
- Dhairjaraśi
- Wittoka
- Śatananda
- Narasimha
- Dźajanta Bhatta – śiwaita Kaszmiru, VII w.
- Bhasarwadźńa – (Wąż i mistrz paśupatów), nieortodoksyjny aćarja paśupatów,
- Triloćana – przypuszczalnie z Karnataki
- Waćaspati Miśra – z Biharu, ok. 900–980 r. (Ten, który przyswoił sobie wszystkie systemy), wysławiał Śiwę i Wisznu
- Udajanaćarja – ok. 1050–1100
- Śiwaditija – ok. 1100–1150
- Waradaradża Miśra
- Keśawa Miśra
- Śaśadhara – XII w.
- Wadindra
- Bhatta Raghawa

## Przedstawicielenowej szkoły
- Gangeśa Kaśjapa – XIV w., zbudował na nowo system njai, opierając się na wynikach Udayany
- Wasudewa Sarwabhauma – wisznuita, nauczyciel Ćajtanji Mahaprabhu
- Śrikantha
- Abhajatilakapadhjaja
- Wardhamana
- Waćaspati Misra II
- Wiśwanatha